# Atletica leggera ai Giochi della XXV Olimpiade - 400 metri piani maschili
I 400 metri piani hanno fatto parte del programma maschile di atletica leggera ai Giochi della XXV Olimpiade. La competizione si è svolta nei giorni 1-5 agosto 1992 allo Stadio del Montjuic di Barcellona.

## Presenze ed assenze dei campioni in carica
| Competizione         | Atleta            | Prestazione | Barcellona 1992 |
| -------------------- | ----------------- | ----------- | --------------- |
| Olimpiadi 1988       | Steve Lewis       | 43”87       | Presente        |
| Commonwealth 1990    | Darren Clark      | 44”60       | Assente         |
| Goodwill Games 1990  | Roberto Hernández | 44”79       | Presente        |
| Europei 1990         | Roger Black       | 45”08       | Presente        |
| Asiatici 1990        | Mohammed Al-Malki | 45”81       | Presente        |
| Panamericani 1991    | Roberto Hernández | 44”52       | Presente        |
| Africani 1991        | Samson Kitur      | 45”40       | Presente        |
| Mondiali 1991        | Antonio Pettigrew | 44”57       | Assente         |
|                      |                   |             |                 |
| Mondiali junior 1988 | Tomasz Jędrusik   | 46”19       | Assente         |

## La gara
Nei Quarti il più veloce è Steve Lewis, il campione in carica, che ferma i cronometri su 44"54.

Nella prima semifinale vince con autorità. Nella seconda serie si scatena il connazionale Quincy Watts, che con 43"71 batte il record olimpico che durava dal lontano 1968. I tre atleti che corrono nella sua scia battono i rispettivi record nazionali: il keniota Samson Kitur con 44"18; il trinidegno Ian Morris con 44"21 ed il britannico David Grindley con 44"47 (che elimina il campione europeo Roger Black, quinto). Si infortuna il vincitore dei Trials, Danny Everett, che abbandona così i sogni di gloria.

In finale, la lotta per il primo posto è ristretta a Lewis (corsia 7) e Watts (corsia 4). Lewis parte fortissimo, ma Watts rinviene alla seconda curva e vince di ben sette metri con un fantastico 43"50, nuovo record olimpico. Approfittando dell'assenza del terzo americano, Kitur e Morris ingaggiano un duello per il terzo posto. Vince Kitur.
Oltre ad essere il nuovo record olimpico, tempo di Watts è anche il secondo più veloce di sempre dopo il record del mondo di Reynolds.

## Risultati

Video della I Semifinale

Video della II Semifinale

### Turni eliminatori
| 9 Batterie         | 1º agosto | 69 partenti   | Si qualificano i primi 3 + i 5 migliori tempi. |
| 4 Quarti di finale | 2 agosto  | 8 + 8 + 8 + 8 | Si qualificano i primi 4.                      |
| 2 Semifinali       | 3 agosto  | 8 + 8         | Si qualificano i primi 4.                      |
| Finale             | 5 agosto  | 8 concorrenti |                                                |

### Finale

Video della Finale

| Primatista mondiale   | 43"29 1988 | Harry Reynolds | 5° ai Trials |
| Primatista stagionale | 43"81      | Danny Everett  | Presente     |

1. ↑  Stabilito il 26 giugno.

| Pos | Paese       | Atleta       | Tempo |
| --- | ----------- | ------------ | ----- |
|     | Stati Uniti | Quincy Watts | 43"50 |
|     | Stati Uniti | Steve Lewis  | 44"21 |
|     | Kenya       | Samson Kitur | 44"24 |